# Alpa Corral

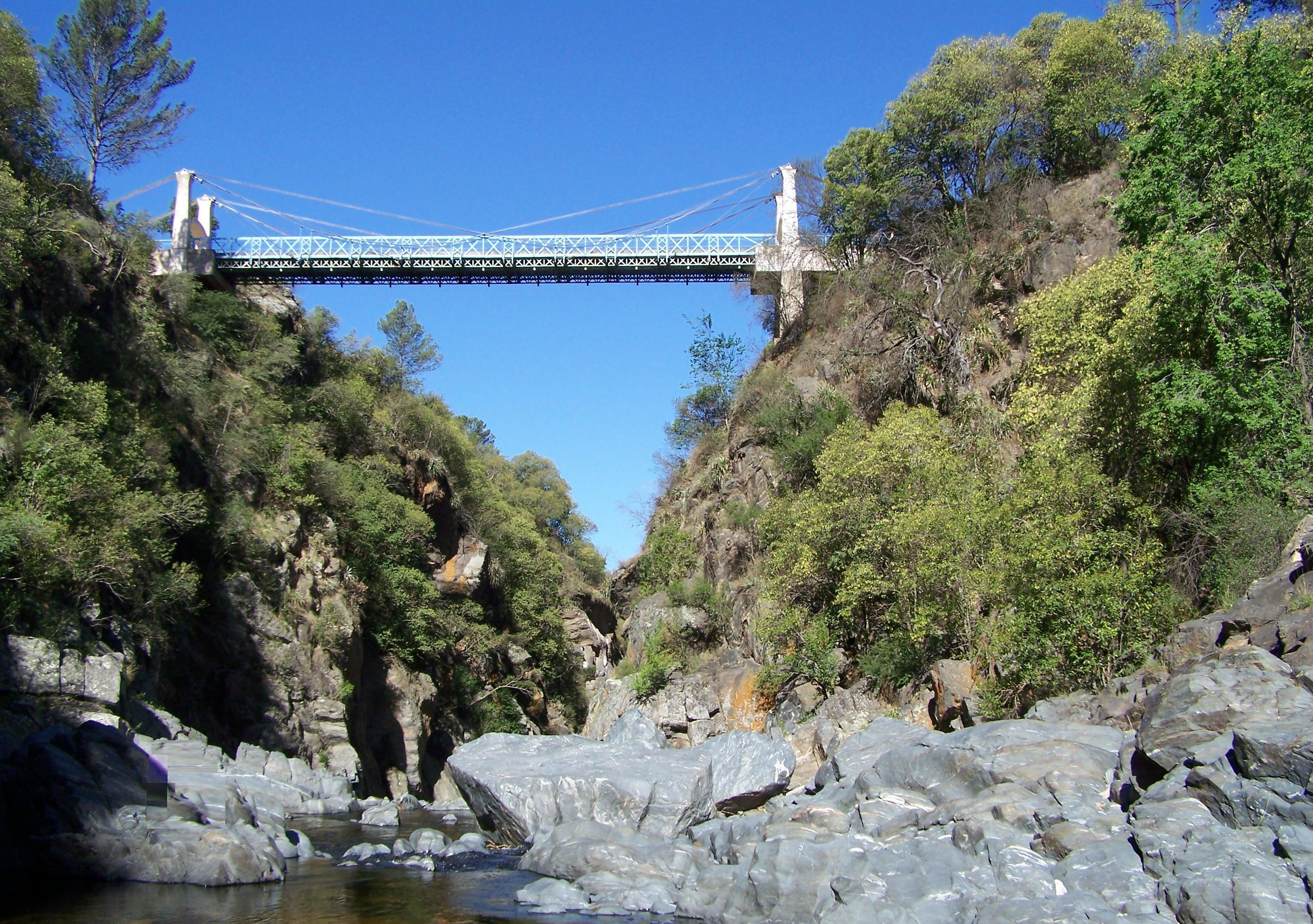
Passarela suspensa em Alpa Corral, Córdoba, Argentina

Alpa Corral é um município da província de Córdoba, na Argentina.